# Studio FOW
Studio FOW és un estudi d'animació fundat el 2014 especialitzats a fer pel·lícules pornogràfiques d'animació amb la ferramenta Source Filmmaker característiques per ser protagonitzades per personatges de videojocs. Els personatges no originals són inclosos amb la utilització dels models extrets d'entre els fitxers dels videojocs, publicats al lloc web SFMLab. El seu finançament prové d'una pàgina de Patreon. I la seua naturalesa literal és sense ànim de lucre.
La inspiració per al que produeixen són les animacions hentai de la vella escola amb contingut relatiu a la violència sexual. El subgènere pornogràfic que creen s'anomena pornografia de videojocs, en la qual empren personatges per a representar-los en situacions de víctima de violació. També són representatius de la pornografia animada de monstres. La representació dels coses humans és grotesca. La qualitat de les seues obres és notable.
Com les seues obres reutilitzen material que té copyright tenen permís per a utilitzar-lo en ser sense ànim de lucre i en qualitat de paròdia. Les seues obres poden descarregar-se gratuïtament, arribant a audiències de milions de persones. En les seues produccions col·laboren animadors, actors de veu i artistes en general.
És una organització que interactua molt amb els seus fans mitjançant Tumblr i Twitter.
La primera pel·lícula fou Lara in trouble. Aquesta dura 17 minuts i és protagonitzada per Lara Croft (del videojoc Tomb Raider del 2013) i és sotmesa a una violació com una història alternativa a una escena del videojoc. Tingué prou d'èxit com per a fer créixer l'estudi. La segona fou KUNOICHI (2014), protagonitzada per Kasumi del videojoc Dead or Alive i de 34 minuts de duració. Kasumi és violada per dimonis. La seqüela de l'anterior, Kunoichi 2: Fall of the Shrinemaiden, fou publicada el 2015 i és protagonitzada pel personatge Momiji, dels videojocs de Ninja Gaiden. Momiji també és violada de manera similar a Kasumi en la primera pel·lícula.
Abans del 2019, foren tirats de la plataforma Patreon.
El 2019 començaren a desenvolupar un videojoc de rol tàctic i Shoot 'em up anomenat Subverse. El finançament l'aconseguiren mitjançant la plataforma Kickstarter, amb la qual aconseguiren un milió i dos-cents mil dòlars americans.

## Obres
Es mostra una llista de les obres amb el format Títol (any de publicació) - Personatge (Videojoc d'on ve el personatge).
- Lara in Trouble (2014) - Lara Croft (Tomb Raider (2013))
- Kunoichi: Broken Princess (2014) - Kasumi (Dead or Alive)
- Kunoichi 2: The Fall of the Shrinemaiden (2015) - Momiji (Ninja Gaiden)
- Bioshag: Trinity (2015) - Elizabeth (Bioshock Infinite)[5]

A més de les pel·lícules, publiquen breus clips basats en videojocs.